# Szlak rowerowy R66
Szlak rowerowy R66 – międzynarodowy okrężny szlak rowerowy w Polsce (województwo zachodniopomorskie) i Niemczech (Meklemburgia-Pomorze Przednie) poprowadzony terenami położonymi nad Zalewem Szczecińskim oraz w Puszczy Wkrzańskiej i Puszczy Goleniowskiej. Oznakowanie szlaku powinno być ujednolicone na całej trasie zgodnie z zasadami oznaczania europejskiej sieci szlaków rowerowych (EuroVelo) – tzn. kwadratowy biały znak z jasnozielonym rowerem, a pod nim jasnozielony napis „R-66” (w 2009 roku niektóre odcinki miały jeszcze oznaczenia szlaków krajowych – zielone i niebieskie).

## Charakterystyka
Szlak pozwala na zapoznanie się z urozmaiconymi krajobrazami, przyrodą i zabytkami terenów położonych nad ujściowym odcinkiem Odry oraz wysp Uznam i Wolin. Na większości odcinków poprowadzony ścieżkami rowerowymi, drogami gruntowymi i drogami asfaltowymi o niskim natężeniu ruchu. Tylko miejscami występują odcinki o zwiększonym natężeniu ruchu samochodowego.

## Przebieg
Szczecin (Zamek Książąt Pomorskich) – Tanowo – Jasienica – Trzebież – Nowe Warpno – Altwarp (w przypadku braku połączenia promowego wariant przez mostek na Myśliborce i Rieth) – Ueckermünde – Anklam – Usedom – Ahlbeck – Świnoujście (Centrum) – Wapnica – Wolin – Czarnocin – Stepnica – Goleniów – Lubczyna – Szczecin-Dąbie – Szczecin (Zamek Książąt Pomorskich)
Stan prac nad szlakiem na 2020 rok:
strona wschodnia – według opracowanej w 2015 roku Koncepcji sieci tras rowerowych Pomorza Zachodniego, przebieg szlaku po wschodniej stronie Zalewu Szczecińskiego jest wspólny z Blue Velo – nadodrzańską trasą rowerową. Od 2017 r. trwają prace na wałach przeciwpowodziowych jez. Dąbie oraz Zalewu Szczecińskiego prowadzone przez Urząd Marszałkowski Województwa Zachodniopomorskiego. W Ich wyniku powstanie szutrowa droga rowerowa prowadząca przy samym brzegu tych akwenów. Dalsze inwestycje są prowadzone między Skoszewem a Wolinem oraz od strony Międzyzdrojów. Szlak ma tutaj oznakowanie wojewódzkiej trasy nr 3, czyli czarny rower na pomarańczowym tle z numerem w okienku na granatowym tle.
Strona zachodnia – pomiędzy Szczecinem a granicą państwa szlak nigdy nie został oznakowany i jego przebieg jest umowny (często różny w różnych opracowaniach). Trwają prace podejmowane przez Urząd Marszałkowski Województwa Zachodniopomorskiego nad wytyczeniem przebiegu bazującego na istniejącej infrastrukturze rowerowej. Szlak na tym odcinku będzie posiadał numer 3A.

## Wybrane atrakcje turystyczne
- Zamek Książąt Pomorskich w Szczecinie, Wały Chrobrego
- Park Leśny Arkoński
- Jasienica (Police) – ruiny klasztoru
- Nowe Warpno – ratusz ryglowy, kościół Wniebowzięcia NMP
- Riether Werder
- Zamek Książąt Pomorskich w Ueckermünde
- Ogród Zoologiczny w Ueckermünde
- ruiny mostu w Karnin
- Ahlbeck (Heringsdorf) – muzeum muszli, molo, termy, Ostseetherme (termy, wieża widokowa)
- Cmentarz wojenny Golm (w oddaleniu od szlaku)
- Świnoujście – fortyfikacje, latarnia morska, wieża kościoła ewangelickiego, falochrony, Dzielnica Nadmorska
- Międzyzdroje (w oddaleniu od szlaku) – molo, Zagroda Pokazowa Żubrów (Woliński PN), Kawcza
- Zalesie – muzeum wyrzutni rakiet typu V3
- Wapnica – Jezioro Turkusowe i Piaskowa Góra
- wzgórze Zielonka (w oddaleniu od szlaku)
- Wolin – rezerwat archeologiczny Wzgórze Wisielców
- Farma Wiatrowa Zagórze
- Stepnica – budynek dawnej tawerny, przystań plaża
- Goleniów – Kościół św. Katarzyny, Brama Wolińska
- Lubczyna – przystań i plaża nad jeziorem Dąbie
- Szczecin-Dąbie – Kościół Mariacki, fragment murów miejskich